# Willy Vergison
Willy Vergison (Brugge, 24 mei 1931 - Assebroek, 4 december 2019) was een Belgische atleet, die gespecialiseerd was in de lange afstand. Hij werd eenmaal Belgisch kampioen marathon.

## Loopbaan
In 1968 werd Vergison Belgisch kampioen op de marathon. Hij was aangesloten bij Olympic Brugge.

## Belgische kampioenschappen
| Onderdeel | Jaar |
| --------- | ---- |
| marathon  | 1968 |

## Palmares

### halve marathon
- 1968:  Route du Vin - 1:06.04

### marathon
- 1968:  BK AC in Tessenderlo - 2:30.41